# Котутаяха
Котутаяха — река в России, протекает по территории Пуровского района Ямало-Ненецкого автономного округа. Начинается в небольшом озере в заболоченной местности, течёт в южном направлении. По берегам реки расположены ягельники и сосновый лес. Устье реки находится в 516 км от устья реки Пякупур по левому берегу. Длина реки — 58 км. Протекает в малонаселённой местности, вдали от населённых пунктов.

## Притоки
- 8 км: Екусяяха[6] (левый)
- 32 км: Ёхтынъяха[4] (левый)

## Данные водного реестра
По данным государственного водного реестра России относится к Нижнеобскому бассейновому округу, водохозяйственный участок реки — Пур. Речной бассейн реки — Пур.
Код объекта в государственном водном реестре — 15040000112115300055097.